# 2000-es magyar birkózóbajnokság
A 2000-es magyar birkózóbajnokság a kilencvenharmadik magyar bajnokság volt. Ebben az évben női szabadfogásban csak 51, 62 és 68 kg-ban rendeztek bajnokságot. A férfi kötöttfogású bajnokságot június 17-én rendezték meg Kecskeméten, a férfi és a női szabadfogású bajnokságot pedig június 24-én Abonyban.

## Eredmények

### Férfi kötöttfogás
| Versenyszám | Arany                               | Arany | Ezüst                       | Ezüst | Bronz                          | Bronz |
| ----------- | ----------------------------------- | ----- | --------------------------- | ----- | ------------------------------ | ----- |
| 54 kg       | Hamzók József Kalocsa SE            |       | Oláh Tibor BVSC-Ganz        |       | Szarka Imre Szolnoki MÁV       |       |
| 58 kg       | Bóna László Vasas SC                |       | Majer Roland Kecskeméti TE  |       | Südi Gábor Bp. Spartacus       |       |
| 63 kg       | Nagy Balázs Dunaferr SE             |       | Pongrácz Ádám Vasas SC      |       | Kárász Roland Bócsai DSK       |       |
| 69 kg       | Koleszár Gábor Kaposvári NSE        |       | Füredy Levente BVSC-Ganz    |       | Horváth András Kecskeméti TE   |       |
| 76 kg       | Berzicza Tamás Zalahús SE-Csepel SC |       | Szabó Péter Ferencvárosi TC |       | Puksa Ferenc Marcali VSZSE     |       |
| 85 kg       | Bárdosi Sándor BVSC-Ganz            |       | Szabó István Kecskeméti TE  |       | Virág Lajos Egri VSE-BVSC-Ganz |       |
| 97 kg       | Kaló Béla Újpesti TE                |       | Németh Miklós Bp. Spartacus |       | Takács Ferenc BVSC-Ganz        |       |
| 130 kg      | Deák Bárdos Mihály Kecskeméti TE    |       | Branda Gyula BVSC-Ganz      |       | Turányi Ferenc Dunaferr SE     |       |

### Férfi szabadfogás
| Versenyszám | Arany                    | Arany | Ezüst                         | Ezüst | Bronz                        | Bronz |
| ----------- | ------------------------ | ----- | ----------------------------- | ----- | ---------------------------- | ----- |
| 54 kg       | Dobozi Zoltán Csepel SC  |       | Majer Roland Kecskeméti TE    |       | Szatmári Zsolt BVSC-Ganz     |       |
| 58 kg       | Algács Zoltán Csepel SC  |       | Márkus Zsolt Diósgyőri BC     |       | Bóna László Vasas SC         |       |
| 63 kg       | Szabó Gergő Vasas SC     |       | Márkus Rudolf Ferencvárosi TC |       | Wöller Gergő Haladás VSE     |       |
| 69 kg       | Gyurasits Csaba Vasas SC |       | Hatos Gábor Haladás VSE       |       | Koleszár Gábor Kaposvári NSE |       |
| 76 kg       | Ritter Árpád Csepel SC   |       | Lakatos Győző Diósgyőri BC    |       | Balla Imre Ferencvárosi TC   |       |
| 85 kg       | Kiss Tamás Kecskeméti TE |       | Kapuvári Gábor Vasas SC       |       | Fazekas Lajos Sziget SC      |       |
| 97 kg       | Aubéli Ottó Csepel SC    |       | Farkas Zoltán BVSC-Ganz       |       | Kalmár István Diósgyőri BC   |       |
| 130 kg      | Gombos Zsolt Csepel SC   |       | Branda Gyula BVSC-Ganz        |       | Takács Ferenc BVSC-Ganz      |       |

### Női szabadfogás
| Versenyszám | Arany                             | Arany | Ezüst                             | Ezüst | Bronz | Bronz |
| ----------- | --------------------------------- | ----- | --------------------------------- | ----- | ----- | ----- |
| 51 kg       | Godó Kitti Ferencvárosi TC-Szajol |       | –                                 |       | –     |       |
| 62 kg       | Varga Ildikó Kaposvári NSE        |       | Körtély Csilla Pestszentimrei BSE |       | –     |       |
| 68 kg       | Bakács Andrea Esztergomi BSE      |       | Nyitrai Adrienn Jászapáti VSE     |       | –     |       |